# Cabeceiras de Basto
Cabeceiras de Basto (kɐbɨ'sɐiɾɐʃ dɨ 'baʃtu) è un comune portoghese di 17 846 abitanti situato nel distretto di Braga.

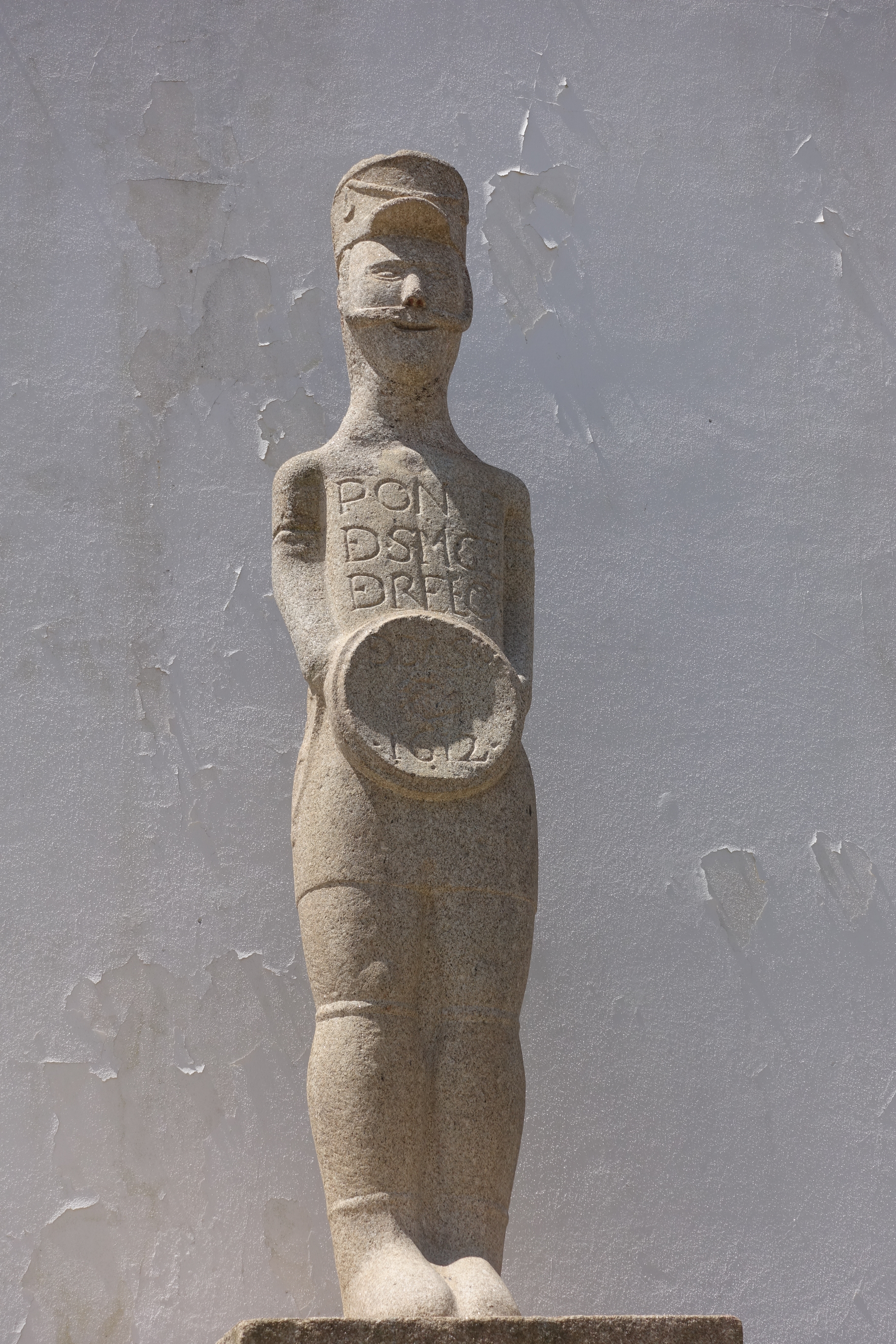
Statua di Basto

## Il Basto di Cabeceiras
Il Basto di Cabeceiras de Basto è un monumento ad un monaco guerriero che combatté e sconfisse i mori di Tarek quando essi tentarono di attaccare il convento della città, nel 1600. Simili statue dedicate ad eroi della patria sono solitamente conservate in musei. La statua è stata modificata due volte, nel 1892 gli è stata aggiunta una testa adatta all'epoca. In passato la statua aveva un ruolo simbolico per la comunità. Era davanti ad essa che si giurava la verità e si dimostrava di essere uomini. Si ritiene anche che da essa derivi il nome della regione.

## Società

### Evoluzione demografica
| Popolazione di Cabeceiras de Basto (1801 – 2004) | Popolazione di Cabeceiras de Basto (1801 – 2004) | Popolazione di Cabeceiras de Basto (1801 – 2004) | Popolazione di Cabeceiras de Basto (1801 – 2004) | Popolazione di Cabeceiras de Basto (1801 – 2004) | Popolazione di Cabeceiras de Basto (1801 – 2004) | Popolazione di Cabeceiras de Basto (1801 – 2004) | Popolazione di Cabeceiras de Basto (1801 – 2004) | Popolazione di Cabeceiras de Basto (1801 – 2004) |
| ------------------------------------------------ | ------------------------------------------------ | ------------------------------------------------ | ------------------------------------------------ | ------------------------------------------------ | ------------------------------------------------ | ------------------------------------------------ | ------------------------------------------------ | ------------------------------------------------ |
| 1801                                             | 1849                                             | 1900                                             | 1930                                             | 1960                                             | 1981                                             | 1991                                             | 2001                                             | 2004                                             |
| 8224                                             | 14087                                            | 16284                                            | 17273                                            | 21141                                            | 18997                                            | 16368                                            | 17846                                            | 17775                                            |

## Suddivisioni amministrative
Dal 2013 il concelho (o município, nel senso di circoscrizione territoriale-amministrativa) di Cabeceiras de Basto è suddiviso in 12 freguesias principali (letteralmente, parrocchie).

### Freguesias
1. Alvite: Alvite, Passos
2. Arco de Baúlhe: Arco de Baúlhe, Vila Nune
3. Gondiães: Gondiães, Vilar de Cunhas
4. Refojos de Basto: Refojos de Basto, Outeiro, Painzela
5. Abadim
6. Basto
7. Bucos
8. Cabeceiras de Basto
9. Cavez, anteriormente Cavês
10. Faia
11. Pedraça
12. Rio Douro